# Betsy's Wedding
Betsy's Wedding er en amerikansk film fra 1990 af Alan Alda.

## Medvirkende
- Alan Alda som Eddie Hopper
- Madeline Kahn som Lola Hopper
- Molly Ringwald som Betsy Hopper
- Ally Sheedy som Connie Hopper
- Joe Pesci som Oscar Henner
- Anthony LaPaglia som Stevie Dee
- Catherine O'Hara som Gloria Henner
- Burt Young som Georgie